# Jordi Martín
Jorge Martín Camuñas (Aranjuez, Madrid, 5 de enero de 2001) es un futbolista español que juega como extremo y mediocentro en la S. D. Huesca de la Segunda División de España.

## Trayectoria
Nacido en Madrid, se unió a La Fábrica en 2012 procedente del Getafe C. F., debutando con el filial el 25 de agosto de 2019 al partir como titular y anotando un gol en el empate por 1-1 frente al Las Rozas C. F. en la Segunda División B. Tras dos cesiones al filial del Getafe C. F. y el C. F. Talavera, se unió al RSC Internacional, equipo afiliado del Real Madrid, para la Tercera Federación 2022-23.
El 18 de agosto de 2023 regresó al Getafe C. F. "B". Logró debutar con el primer equipo el siguiente 1 de noviembre al partir como titular y anotar un gol en la goleada por 12-0 frente al C. F. Tardienta en la Copa del Rey. Su debut liguero llegó el 8 de diciembre del mismo año al partir como titular en la victoria por 1-0 frente al Valencia C. F. en la Primera División de España.
El 29 de agosto de 2024, tras haber quedado libre, firmó por tres temporadas con la S. D. Huesca.

## Clubes
Actualizado al último partido disputado el 29 de agosto de 2024.
| Club                      | País   | Año       | Partidos | Goles |
| ------------------------- | ------ | --------- | -------- | ----- |
| Real Madrid Castilla      | España | 2019-2022 | 20       | 1     |
| Getafe C. F. "B" (cedido) | España | 2021      | 13       | 1     |
| C. F. Talavera (cedido)   | España | 2021-2022 | 15       | 0     |
| RSC Internacional         | España | 2022-2023 | 25       | 1     |
| Getafe C. F. "B"          | España | 2023-2024 | 18       | 0     |
| Getafe C. F.              | España | 2023-2024 | 16       | 1     |
| S. D. Huesca              | España | 2024-act. |          |       |